# Отейру-Майор
Отейру-Майор (порт. Outeiro Maior)  —  населённый пункт и район в Португалии,  входит в округ Порту. Является составной частью муниципалитета  Вила-ду-Конде. Находится в составе крупной городской агломерации Большой Порту. По старому административному делению входил в провинцию Дору-Литорал. Входит в экономико-статистический  субрегион Большой Порту, который входит в Северный регион. Население составляет 378 человек на 2001 год. Занимает площадь 3,09 км².
Покровителем района считается Мартин Турский (порт. São Martinho).